# Leiomitrium standleyi
Leiomitrium standleyi là một loài Rêu trong họ Orthotrichaceae. Loài này được (E.B. Bartram) Grout mô tả khoa học đầu tiên năm 1946.